# 마이클 윈터보텀
마이클 윈터보텀(Michael Winterbottom, 1961년 3월 26일 ~ )은 잉글랜드의 영화 감독이다.

## 작품 목록

### 영화 연출
- Go Now (1995)
- 버터플라이 키스 (1995, Butterfly Kiss)
- 쥬드 (1996)
- 웰컴 투 사라예보 (1997)
- 광끼 (1998)
- 레저렉션 (1998)
- 당신과 혹은 당신없이 (1999, With or Without You)
- 원더랜드 (1999, Wonderland)
- 더 클레임 (2000)
- 24시간 파티하는 사람들 (2002)
- 인 디스 월드 (2002)
- 코드 46 (2003)
- 나인 송즈 (2004)
- 수탉과 황소 이야기 (2005)
- 관타나모로 가는 길 (2006)
- 마이티 하트 (2007)
- 제노바 (2008)
- 쇼크 독트린 (2009, The Shock Doctrine) - 다큐멘터리
- 킬러 인사이드 미 (2010)
- 트립 투 잉글랜드 (2010, The Trip)
- 트리쉬나 (2011, Trishna)
- 60 세컨즈 오브 솔리튜드 인 이어 제로 (2011, 60 Seconds of Solitude in Year Zero) - 단편
- 에브리데이 (2012, Everyday)
- 더 룩 오브 러브 (2013, The Look of Love)
- 트립 투 이탈리아 (2014)
- 룸메이트 살인사건: 둘만의 방 (2014, The Face of an Angel)
- The Emperor's New Clothes (2015) - 다큐멘터리
- On the Road (2016)
- 트립 투 스페인 (2017)
- 웨딩 게스트 (2018, The Wedding Guest)
- 그리드 (2020, Greed)
- 트립 투 그리스 (2020)

### 영화 제작
- 브라이트 영 씽 (2003, Bright Young Things)
- 스노우 케이크 (2006)

### 텔레비전 연출
- Cracker (1993)
- The Trip (2010)